# Aberration (film)
Pour les articles homonymes, voir Aberration.
Pour plus de détails, voir Fiche technique et Distribution.
Aberration est un film d'horreur et de science-fiction néo-zélandais réalisé par Tim Boxell, sorti directement en vidéo en 1997.

## Synopsis
En venant dans sa maison d'enfance en pleine montagne, Amy Harding croit trouver paix et sérénité. Le silence, la neige, l'hiver, les forêts à perte de vue... Un cadre idéal pour des vacances paisibles. Elles ne le restent pas longtemps car, dans les parages, rôdent d'étranges lézards qu'aucun livre ne répertorie. Tandis qu'une tempête isole un peu plus la jeune femme et un certain Marshall Clarke du reste du monde, les créatures nées de l'usage d'un pesticide interdit passent à l'attaque.

## Fiche technique
- Titre : Aberration
- Réalisation : Tim Boxell
- Scénario : Scott Lew et Darrin Oura
- Production : Chris Brown, Tim Sanders, Scott Lew, Ian Ousey et Alasdair Waddell
- Société de production : Grundy Films
- Budget : 4 millions de NZD
- Musique : David Donaldson, Plan 9, Steve Roche et Janet Roddick
- Photographie : Allen Guilford
- Montage : John Gilbert
- Décors : Grant Major
- Costumes : Chris Elliott
- Pays d'origine : Nouvelle-Zélande
- Format : Couleurs - 1,85:1 - Dolby Digital - 35 mm
- Genre : Horreur, science-fiction, thriller
- Durée : 93 minutes
- Date de sortie :
  -  États-Unis : 11 septembre 1997 (festival du film fantastique de Lund, Suède)

## Distribution
- Pamela Gidley : Amy Harding
- Simon Bossell : Marshall Clarke
- Valeri Nikolayev : Uri Romanov
- Helen Moulder : Mme Miller
- Norman Forsey : M. Peterson

## Autour du film
- Premier long métrage de Tim Boxell, ce dernier était responsable, en 1984, du design des créatures de C.H.U.D.[1].